# رابرت ماویک
رابرت ماویک (انگلیسی: Robert Mawick؛ زادهٔ ۹ ژانویهٔ ۱۹۶۷) بازیکن فوتبال اهل آلمان است.
از باشگاه‌هایی که در آن بازی کرده‌است می‌توان به باشگاه فوتبال بوخوم اشاره کرد.